# Krystian Zalewski
Krystian Zalewski (Polonia, 11 de abril de 1989) es un atleta polaco, especialista en la prueba de 3000 m obstáculos en la que llegó a ser subcampeón europeo en 2014.

## Carrera deportiva
En el Campeonato Europeo de Atletismo de 2014 ganó la medalla de plata en los 3000 m obstáculos, con un tiempo de 8:27.11 segundos, llegando a meta tras el francés Yoann Kowal (oro con 8:26.66 segundos) y por delante del español Ángel Mullera (bronce).